# Eleições estaduais em Alagoas em 1945
As eleições estaduais em Alagoas em 1945 ocorreram em 2 de dezembro sob regras definidas na Lei Constitucional Número Nove e no Decreto-lei 7.586 e numa resolução do Tribunal Superior Eleitoral editada em 8 de setembro como parte das eleições no Distrito Federal, 20 estados e no território federal do Acre. Foram eleitos dois senadores e nove deputados federais membros da Assembleia Nacional Constituinte destinada a escrever a Constituição de 1946 restaurando o regime democrático após o Estado Novo.
Devido aos episódios que levaram à Revolução de 1930, Álvaro Correia Paes foi deposto do governo de Alagoas e este foi entregue ao médico Hermílio de Freiras Melro. A seguir houve mudanças no comando do poder local com destaque para Osman Loureiro de Farias, governador eleito indiretamente em 1935 e depois interventor com a imposição do Estado Novo. Posteriormente as ações políticas no estado foram comandadas pelos Góis Monteiro, família a qual pertencia Pedro Aurélio, ministro da Guerra de Getúlio Vargas. Graças aos vínculos com o poder, o referido clã empenhou sua força política na criação do PSD e assim o partido elegeu os dois senadores e seis dos nove deputados federais que representariam os alagoanos no Congresso Nacional, à época situado no Rio de Janeiro.
O senador mais votado foi o cônego Cícero de Vasconcelos. Alagoano de Viçosa, ordenou-se padre no Seminário Arquidiocesano de Maceió em 1915. Na mesma cidade especializou-se em Filosofia, Teologia e Direito Canônico ao cursar o Seminário Maior. Professor de Latim e Português, fundou escolas em Maceió, integrou o Instituto Histórico e Geográfico de Alagoas, o Conselho Administrativo do Estado e tornou-se cônego em 1945, ano em que iniciou a sua carreira política ao ingressar no PSD.
A outra vaga foi entregue ao militar Ismar de Góis Monteiro. Nascido em Maceió, sentou praça na Escola Militar do Realengo em 1924 e cursou o Instituto Militar de Engenharia formando-se em Engenharia Mecânica e Engenharia Elétrica. Nomeado interventor federal em 1941, governou Alagoas até a queda de Getúlio Vargas em 1945, ano em que assumiu a presidência estadual do PSD elegendo-se senador sob a patente de tenente-coronel. Dedicou-se também ao jornalismo.

## Resultado da eleição para senador
Dados fornecidos pelo Tribunal Superior Eleitoral.
| Candidatos a senador da República | Primeiro suplente de senador | Número | Coligação           | Votação | Percentual |
| --------------------------------- | ---------------------------- | ------ | ------------------- | ------- | ---------- |
| Cícero de Vasconcelos PSD         | Joaquim Viegas PSD           | -      | PSD (sem coligação) | 33.640  | 27,79%     |
| Ismar de Góis Monteiro PSD        | Farias Júnior PSD            | -      | PSD (sem coligação) | 31.713  | 26,20%     |
| Costa Rego UDN                    | Não havia -                  | -      | UDN (sem coligação) | 22.504  | 18,59%     |
| Hermílio de Freiras Melro UDN     | Não havia -                  | -      | UDN (sem coligação) | 20.838  | 17,21%     |
| Luís Carlos Prestes PCB           | Não havia -                  | -      | PCB (sem coligação) | 5.532   | 4,57%      |
| José Francisco de Oliveira PCB    | Não havia -                  | -      | PCB (sem coligação) | 5.390   | 4,45%      |
| Afrânio de Araújo Jorge PRP       | Não havia -                  | -      | PRP (sem coligação) | 1.251   | 1,03%      |
| Luís Lavenère Wanderley PRP       | Não havia -                  | -      | PRP (sem coligação) | 194     | 0,16%      |

## Deputados federais eleitos
São relacionados os candidatos eleitos com informações complementares da Câmara dos Deputados.

Representação eleita
  PSD: 6
  UDN: 3

Fonteː
| Deputados federais eleitos | Partido | Votação | Percentual | Cidade onde nasceu    | Unidade federativa |
| Silvestre Péricles         | PSD     | 6.105   | 9,39%      | São Luís do Quitunde  | Alagoas            |
| Medeiros Neto              | PSD     | 5.278   | 8,11%      | Traipu                | Alagoas            |
| Lauro Montenegro           | PSD     | 3.591   | 5,52%      | Guarabira             | Paraíba            |
| Freitas Cavalcanti         | UDN     | 3.465   | 5,33%      | Penedo                | Alagoas            |
| Rui Palmeira               | UDN     | 3.399   | 5,23%      | São Miguel dos Campos | Alagoas            |
| Mário Gomes de Barros      | UDN     | 3.356   | 5,16%      | Colônia Leopoldina    | Alagoas            |
| José Maria de Melo         | PSD     | 3.319   | 5,10%      | Viçosa                | Alagoas            |
| Afonso de Carvalho         | PSD     | 2.741   | 4,21%      | Marechal Deodoro      | Alagoas            |
| Farias Júnior              | PSD     | 2.704   | 4,16%      | São Luís do Quitunde  | Alagoas            |